# ARMA 3
ARMA 3 (estilizado como ARMA III) es un videojuego de combate táctico dentro de mundo abierto militar. Desarrollado y publicado por Bohemia Interactive y distribuido en la plataforma Steam. Fue lanzado el 12 de septiembre de 2013 para Microsoft Windows.

## Argumento
Se ambienta 21 años después de ARMA 2, a mediados de 2030, donde las fuerzas de la OTAN desplegadas en las islas griegas del mar Egeo están intentando mantener a raya a una ofensiva militar masiva de Irán desde el este. Durante la campaña de un jugador, el jugador tomará el papel de un soldado estadounidense, el cabo Kerry. Inicialmente, el jugador debe sobrevivir por su cuenta después de que las fuerzas aliadas fueran derrotadas en una fallida operación de la OTAN. Durante la campaña, el jugador se enfrentará a todo, desde las misiones de infiltración lobo solitario al mando de las operaciones de blindados a gran escala. El jugador podrá elegir diferentes objetivos y armamento (como vehículos aéreos no tripulados, artillería y apoyo aéreo) de acuerdo a su estilo de juego.
El videojuego se lleva a cabo en las islas del mar Egeo de Altis (antes de Lemnos) y Stratis de Grecia, en el Mar Mediterráneo. Se contará con ambientes de terreno y de agua y de realismo fotográfico. Altis será el mayor terreno oficial de la serie ARMA con área de terreno que cubren aproximadamente 270 km². La isla más pequeña, Stratis, se expandirá a través de una superficie de 20 km². Las islas contarán con más de 50 aldeas con edificios que son penetrables y destruibles.El juego es bien conocido por su alta gama de rusos jugando, lo cual sin sentido cabrea a gran parte de la comunidad.

## Make arma not war
"Make arma not war" fue un concurso desarrollado por Bohemia interactive que se basó en el contenido adicional o addons que usuarios creaban, el premio de 500.000 euros fue repartido en 4 categorías junto con el premio "Health Care in Danger Special Award", y estas categorías se dividieron en los addons, contenido del modo multijugador y un jugador y "modificación total".
aunque el premio más abundante (200.000) fue el de la categoría "total modification", esta solo tenía un ganador, siendo que en el resto eran 50.000 para el primer lugar, 30.000 para el segundo y 20.000 para el tercer y último lugar, los ganadores se pueden ver en el sitio http://makearmanotwar.com/prizes.

## Expansiones
El juego cuenta con varias expansiones que van desde vehículos y equipamiento hasta nuevos mapas, además de contar con variedad de addons en la Steam Workshop.
Las expansiones disponibles son:
Arma 3: Apex, Arma 3: Karts, Arma 3: Jets, Arma 3: Zeus, Arma 3: Malden, Arma 3: Helicopters, Arma 3: Marksmen, Arma 3: Laws of War, Arma 3: Tac-Ops, Arma 3: Tanks y Arma 3: Contact. 
La expansión llamada Arma 3: Creator DLC, se anuncia como "Realizada por desarrolladores externos. Publicada por Bohemia Interactive". Se trata de un DLC ambientado en la Guerra Fría, en 1980 y que ubica al jugador en el norte de Alemania. Con un terreno de juego de 419 km², 51 vehículos  nuevos o variantes de los mismos, 25 armas nuevas y 10 misiones añadidas para jugador solitario o 17 escenarios multijugador con ambientes climáticos que van de veraniegos a invernales.